# Monchaux-Soreng
Monchaux-Soreng is een gemeente in het Franse departement Seine-Maritime (regio Normandië) en telt 649 inwoners (2005). De plaats maakt deel uit van het arrondissement Dieppe.

## Geografie
De oppervlakte van Monchaux-Soreng bedraagt 10,1 km², de bevolkingsdichtheid is 64,3 inwoners per km².
De onderstaande kaart toont de ligging van Monchaux-Soreng met de belangrijkste infrastructuur en aangrenzende gemeenten.

## Demografie
Onderstaande figuur toont het verloop van het inwonertal (bron: INSEE-tellingen).